# Petite rivière à l'Ours (vattendrag i Kanada, lat 48,62, long -72,45)
Petite rivière à l'Ours är ett vattendrag i Kanada.   Det ligger i provinsen Québec, i den östra delen av landet, 400 km nordost om huvudstaden Ottawa.
Trakten runt Petite rivière à l'Ours består till största delen av jordbruksmark. Runt Petite rivière à l'Ours är det glesbefolkat, med 17 invånare per kvadratkilometer.